# Kinderboekhandel

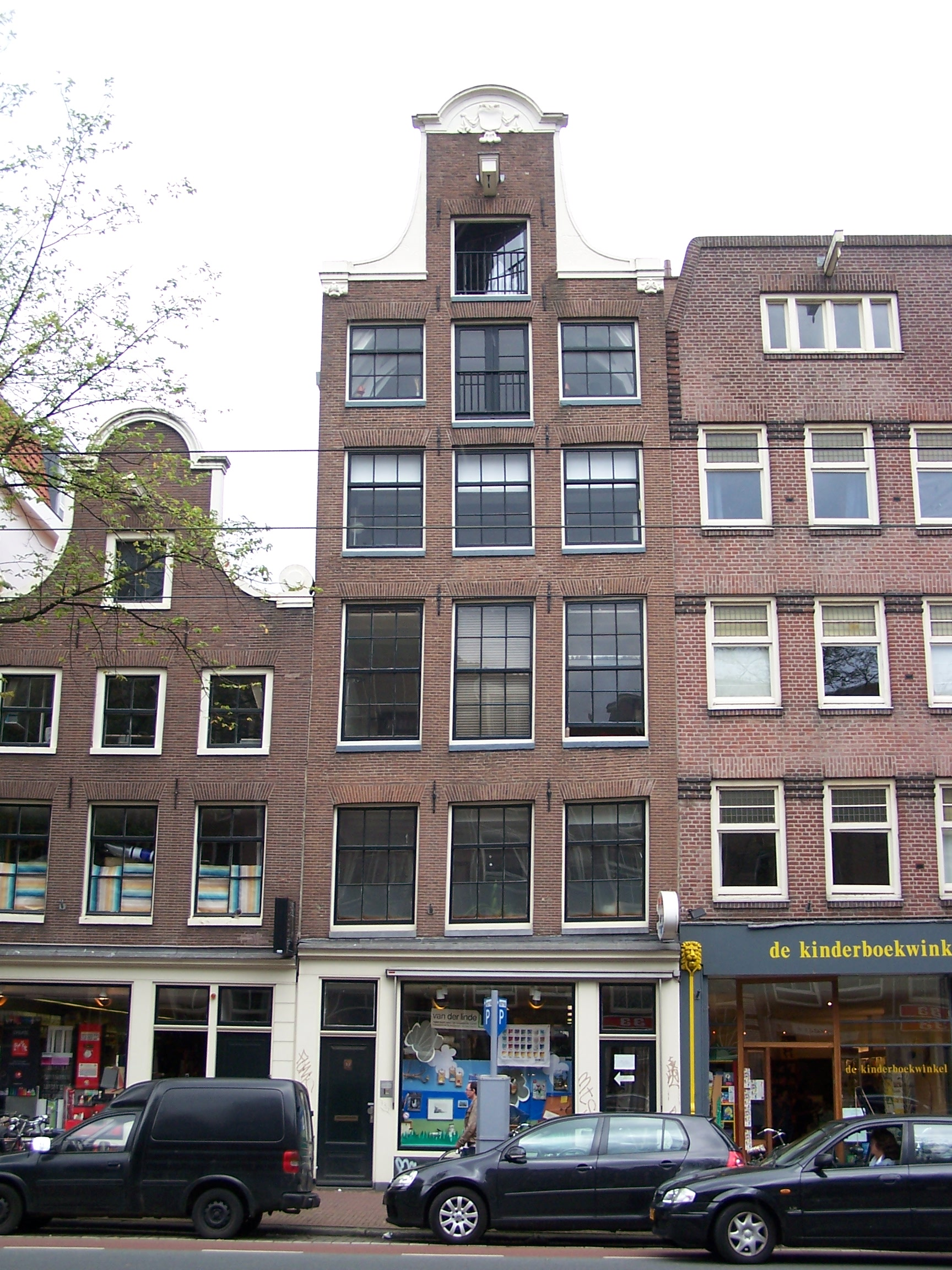
Rozengracht in Amsterdam, met geheel rechts de kinderboekwinkel

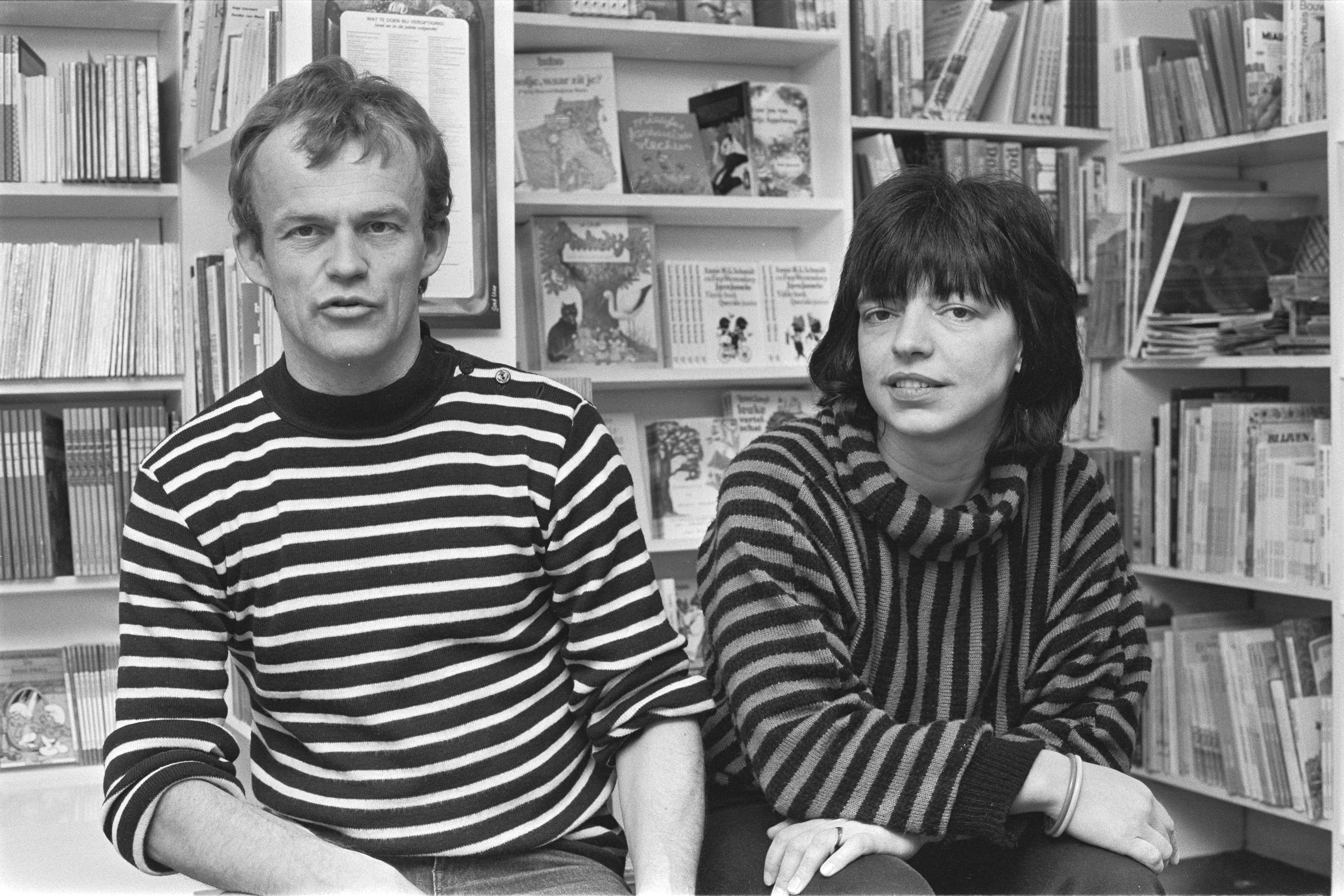
Rietje en Guillaume Nivard in de Kinderboekwinkel, 1984

Een kinderboekhandel is een boekwinkel gespecialiseerd in jeugdliteratuur.
In vergelijking met een reguliere boekwinkel heeft een kinderboekhandel een uitgebreider assortiment boeken voor kinderen. Dit betreft zowel leesboeken als informatieve boeken.

## Nederland
De oudste kinderboekwinkel van Nederland is sinds 1975 gevestigd in Amsterdam. Guillaume Nivard (1945-2025) en Rietje Nivard-de Groot openden in dat jaar hun winkel aan de Eerste Bloemdwarsstraat. In 1984 ontvingen ze de J.H. Gottmerprijs voor dit initiatief. Tussen 1985 werd een tweede vestiging geopend aan de Nieuwezijds Voorburgwal 344. In 1990 verhuisde de hoofdvestiging naar Rozengracht 34. In 2014 verkocht het echtpaar de winkels aan uitgeverij De Wakkere Muis. In 2018 werd het filiaal aan de Nieuwezijds Voorburgwal gesloten.
Na Amsterdam werden ook in diverse andere Nederlandse plaatsen kinderboekwinkels geopend, waaronder Maastricht (1979), Groningen (1980), en Utrecht (1981). Anno 1998 waren er twaalf samenwerkende kinderboekwinkels, die onder meer maandelijks een kinderboeken-top-twaalf opstelden, die in dagblad Trouw werd gepubliceerd. In 1995 stelden ze de Kinderboekwinkelprijs in. Sinds 1997 vieren ze gezamenlijk de Annie M.G. Schmidtdag, naar een idee van Rietje Nivard.

## Vlaanderen
De oudste kinderboekhandel in Vlaanderen is boekhandel De Kleine Johannes in Leuven. Deze werd in 1978 opgericht door Jos Maes. In 2013 ging de boekhandel failliet. Luc Vander Velpen kocht de boekhandel en voegde daar in 2014 de andere gekende Leuvense kinderboekhandel Duimelot (onderdeel van uitgeverij Het Davidsfonds-Infodok) aan toe. In 2015 verhuisde de boekhandel naar het centrum van Leuven.